# Station Ris-Orangis
Station Ris-Orangis is een spoorwegstation aan de spoorlijn Villeneuve-Saint-Georges - Montargis. Het ligt in de Franse gemeente Ris-Orangis in het departement Essonne (Île-de-France).

## Geschiedenis
Het station is op 17 september 1840 geopend, bij de opening van de sectie Villeneuve-Saint-Georges - Corbeil van de spoorlijn Villeneuve-Saint-Georges - Montargis.

## Ligging
Het station ligt op kilometerpunt 25,517 van de spoorlijn Villeneuve-Saint-Georges - Montargis.

## Diensten
Het station wordt aangedaan door treinen van de RER D tussen Villiers-le-Bel - Gonesse/Goussainville en Corbeil-Essonnes.

## Vorig en volgend station
| Richting                                      | Vorig station  | Lijn  | Volgend station | Richting            |
| --------------------------------------------- | -------------- | ----- | --------------- | ------------------- |
| Villiers-le-Bel - Gonesse D5/Goussainville D7 | Viry-Châtillon | RER D | Grand Bourg     | Corbeil-Essonnes D6 |